# Ciclo della colonizzazione

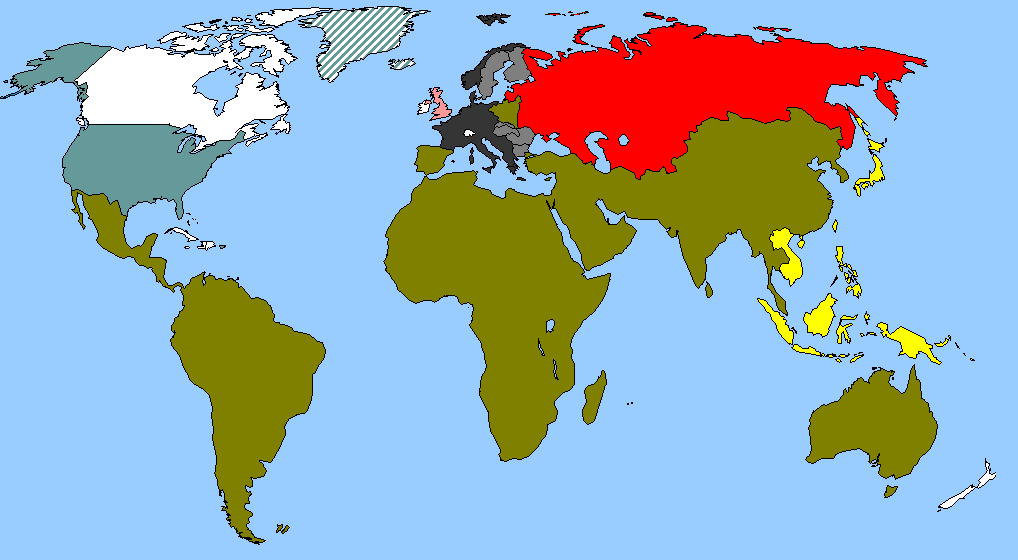
Mappa politica del mondo quando inizia la serie. In verde i territori controllati dalla Razza, in nero la Germania nazista e i territori da lei occupati, in grigio i Paesi satelliti della Germania, in rosso l'Unione Sovietica, in giallo il Giappone e i territori da questo occupati, in rosa la Gran Bretagna, in azzurro gli Stati Uniti, in bianco gli Stati minori sopravvissuti all'invasione aliena

Il ciclo della colonizzazione è un ciclo narrativo di fantascienza ucronica che Harry Turtledove ha scritto tra il 1999 e il 2004, composto di quattro romanzi. Tale serie si lega e prosegue le vicende narrate nel ciclo dell'invasione.
I romanzi che compongono il ciclo (tutti tradotti in italiano) sono:
1. Colonizzazione fase 1 (Second Contact, 1999)
2. Colonizzazione fase 2 (Down to Earth, 2000)
3. Colonizzazione fase 3 (Aftershocks, 2001)
4. Colonizzazione fase 4 (Homeward Bound, 2004)

I primi tre romanzi si potrebbero considerare anche come una trilogia e il quarto un romanzo a sé, in quanto scritto diversi anni dopo, e situandosi, nella narrazione, molto distante nel tempo dalla conclusione del terzo episodio.

## Trama
Dopo 25 anni la guerra mondiale che ha coinvolto gli invasori alieni è finita e sulla Terra esiste un precario equilibrio di forze tra nazisti, padroni dell'Europa e alleati dell'Inghilterra, Stati Uniti, Unione Sovietica e l'impero Alieno. Mentre gli esseri umani con le nuove tecnologie rubate ai nuovi visitatori muovono i primi passi nello spazio, contendendosi il predominio, una nuova minaccia si avvicina dallo spazio, una minaccia che metterà a dura prova la fragile tregua che si è instaurata.
Dalle profondità dell'universo arriva la flotta di colonizzazione, che - partita anni prima - si ritrova frastornata nello scoprire che la Terra non è stata ancora sottomessa all'Impero. Ma anche gli alieni avranno del filo da torcere non contro gli umani ma contro lo zenzero. Tale spezia sulla loro fisiologia rettile si è rivelata avere effetti simili a quelli della cocaina sugli umani, diventando immediatamente oggetto di traffici illeciti fra umani e invasori: quando sulla terra sbarcano le femmine della flotta di colonizzazione (la flotta di invasione era infatti composta da soli maschi guerrieri) lo zenzero rivela anche la capacità di farle entrare immediatamente in "calore", sconvolgendo l'altrimenti ritmico e scandito alternarsi delle generazioni degli alieni. La cosa creerà dei problemi inaspettati nella loro millenaria e ordinata società, introducendo la potenzialità di cambiamenti che potrebbero minare alle fondamenta il loro impero durato cinquantamila anni. Sempre condita da vari personaggi, alcuni vecchi, altri nuovi, la storia continua in pieno stile ucronico con fantastiche battaglie terrestri, abili mosse diplomatiche e segreti stellari.
Come nel ciclo della Invasione, il ciclo della Colonizzazione segue i vari filoni semi indipendenti caratterizzati da personaggi americani, tedeschi, russi e cinesi, oltre, naturalmente, alla Razza. Il filone principale è rappresentato dalla guerra tra il Reich e La Razza per il possesso della Polonia (divenuta dominio alieno perché stato cuscinetto tra la Germania nazista e l'Unione Sovietica: il Reich sferra un pesante attacco con armi convenzionali e armi atomiche, ma la superiore capacità tecnologica e bellica della Razza ha la meglio e la Germania è costretta ad arrendersi in poco più di 4 settimane: a seguito della sconfitta, dovrà subire grosse limitazioni nel campo degli armamenti e non potrà più inviare veicoli oltre l'atmosfera terrestre. Sparisce perciò dal pantheon delle grandi potenze, riducendosi a potenza secondaria. Nel frattempo gli Americani fanno progressi con la loro astronave che ha raggiunto la fascia asteroidale tra Marte e Giove, e qui conducono non meglio specificati esperimenti e ricerche. La saga si chiude con un vago accenno a grossi risvolti tecnologici che cambierebbero il rapporto di forza tra La Razza e gli Americani, a favore di questi ultimi.